# Postcrossing
Postcrossing er et projekt, hvor brugere sender og modtager postkort på tværs af hele verden. Konceptet går ud på, at man sender postkort til tilfældige brugere rundt omkring i verden, som så registrerer disse på siden. For hvert postkort man sender modtages et postkort i retur fra en anden tilfældig bruger. Postcrossing projektet er inspireret af BookCrossing, hvor det er bøger der udveksles mellem brugerne.
Siden projektets start er der blevet modtaget over en million postkort gennem Postcrossing, og pr. juni 2008 er der over 50.000 brugere fra 182 forskellige lande.
Der forefindes også et forum, hvor brugerne i forskellige udstrækninger kan udveksle postkort med hinanden. Dette kan foregå via private aftaler brugerne imellem, men foregår i høj grad også via ’tagging’ og ’Round Robins’. På forummet foregår også forskellige diskussioner med mere relateret til projektet.
- www.postcrossing.com

- Officielt forum